# Adrian Jardine
Adrian Jardine (Salisbury, 23 agosto 1933) è un ex velista britannico, vincitore della medaglia di bronzo nella classe 5,5 metri a Città del Messico 1968 insieme a Robin Aisher e Paul Anderson.
Insieme sempre ad Aisher, ma con Eric Denham al posto di Anderson, Jardine aveva gareggiato nella stessa classe anche a Tokyo 1964 classificandosi 11ª .
É fratello gemello di Stuart Jardine, anche lui velista olimpico a Città del Messico 1968 e Monaco di Baviera 1972.

## Palmarès
- Giochi olimpici

Città del Messico 1968: bronzo nella categoria fino a 96 kg.